# Chreschtschatyk (Bach)
Der Chreschtschatyk (ukrainisch Хрещатик, russisch Крещатик Kreschtschatik) ist ein rund 1,4 km langer Zufluss des Klow im Rajon Schewtschenko der ukrainischen Hauptstadt Kiew.

## Name
Der Name Chreschtschatyk leitet sich von der Chreschtschatyk-Schlucht (Хрещатик Яр) ab, durch die der Bach fließt. Diese wiederum erhielt ihren Namen aufgrund der zahlreichen kreuzenden Seitentäler.

## Beschreibung
Der Chreschtschatyk speist sich aus mehreren Quellen im Gebiet des Europäischen Platzes. Von dort fließt er in grob westlicher Richtung entlang des Tales. In historischen Darstellung wird das Gebiet als sumpfig beschrieben. Am heutigen Unabhängigkeitsplatz münden fünf Bäche in den Chreschtschatyk ein, die entlang der Sofijewskaja-, der Michailowskaja-, der Malaja Schitomirskaja und der Grintschenko-Straße sowie der Schewtschenko-Gasse verlaufen. Auf der Höhe der Bohdan-Chmelnyzkyj-Straße mündet die Luga in den Bach. Die Klowitza mündet in den Chreschtschatyk kurz vor dessen Mündung in den Klow.
Am Chreschtschatyk-Platz war der Bach zu einem kleinen Stausee aufgestaut, ein weiterer Stausee befand sich am heutigen Bessarabischen Platz. Von diesem Bassin leitet sich der Name der Basseina-Straße ab.
Bei starken Regenfällen musste der Bach das aus den umliegenden Hügeln abfließende Wasser aufnehmen, was regelmäßig zu Überschwemmungen der anliegenden Häuser führte. Der Bach gehörte daher zu den ersten Fließgewässern Kiews, der in den 1880er Jahren kanalisiert wurde. Dazu wurde ein unterirdischer Kanal aus Ziegelsteinen gebaut, der mit Erde bedeckt wurde. Am Bau des Sammlers war auch der bekannte polnische Architekt Wladislaw Gorodezkij beteiligt. Mittlerweile verläuft der Bach auf seiner gesamten Länge unterirdisch, sein Verlauf wird im Wesentlichen durch die gleichnamige Straße Chreschtschatyk nachgezeichnet.